# William Marklund
Oskar William Marklund, född 20 juni 1912 i Gideå församling, Västernorrlands län, död  20 januari 1998 i Ljusnedals församling, Jämtlands län, var en svensk skulptör.
Han var son till bagaren Hjalmar Marklund och Beda Larsson och från 1951 gift med Dagmar Margareta Stefansdotter Sandrén. Han var bror till Bror Marklund. Han utbildade sig först till möbelsnickare och kom senare till Konsthögskolan där han var elev 1939-1945. Han medverkade i utställningen Skulptur i natur som visades i Göteborg 1949 och som under 1950 visades som en vandringsutställning. Tillsammans med sin bror, Rune Hagman och Gösta Fougstedt ställde han ut i Sollefteå 1953. För Folkets hus i Malmö utförde han en stenfris bestående av 18 reliefer som skildrar arbetet inom industri och hantverk, för telegrafhuset i Sollefteå utförde han en träreliefen Rimmerflottaren, för stadshuset i Kumla utförde han en järnrelief, för Gideå kyrka utförde han en dopfunt av trä och i Gubbängen finns hans fristående skulptur Barngrupp utförd i granit. Marklund är representerad i ett flertal kommuner och landsting.